# Cesare Poggi
Cesare Poggi (La Spezia, 1939) è un pianista e compositore italiano.

## Biografia
Dopo essersi laureato al Conservatorio Giuseppe Verdi di Milano, allievo di Bruno Canino, si afferma come pianista negli anni '70.
Ha pubblicato alcuni dischi per la Casa Discografica Dire di Tito Fontana.
È stato accompagnato in trio da musicisti italiani quali Giampiero Prina, Tullio De Piscopo, Marco Ratti, Stefano Cerri, Giorgio Azzolini, Gil Cuppini, Gianni Cazzola, Riccardo Fioravanti, Stefano Bagnoli.
Si è perfezionato come pianista di ragtime partecipando a numerosi festival in Italia e all’estero tra cui: Festival di Varsavia, Festival di S. Joplin a Sedalia (USA), Parigi, Lugano e altri ancora. 
Ha suonato fra l’altro a Las Vegas e a New Orleans al Preservation Hall.
A partire dagli anni '90 si dedica alla composizione di materiale proprio ed alla riproposizione di brani di musica classica con arrangiamenti jazz.
Nel 1991 ha collaborato con Pupi Avati per la realizzazione della colonna sonora del film Bix.
Ha pubblicato i libri Piano Ragtime e Suonare come Oscar Peterson, pubblicati dalle edizioni musicali Curci, e Il pianista jazz del 2000, edito da Ricordi.

## Discografia parziale

### 33 giri
- 1976: Piano Ragtime (Dire, FO 344)

### CD
- 1980: Ragtime and Rags (Dire, FO 357)
- 1981: Ragtime (Pianisti: Cesare Poggi e Antonio Ballista) (Dire)
- 1991: Cesare Poggi Interpreta Fats Waller (Dire, FO 389)

- 1998: Classic in jazz (Tring S.r.l., con Tullio De Piscopo e Stefano Cerri)
- 2011: Interpretazioni pianistiche multiformi (Music Center, BA 314 CD)
- 2012: Il pianoforte di Cesare Poggi canta le canzoni antiche italiane (MAP, LT CD 0170)